# Ado (Nigeria)
Pour les articles homonymes, voir Ado.
Ado est une zone de gouvernement local de l'État de Benue au Nigeria.

## Source
- (en) Cet article est partiellement ou en totalité issu de l’article de Wikipédia en anglais intitulé « Ado, Benue » (voir la liste des auteurs).